# آنتونی آدور
آنتونی آدور (انگلیسی: Anthony Adur؛ زادهٔ ۲۵ فوریهٔ ۱۹۸۸) بازیکن سابق فوتبال اهل کانادا است که در پست مهاجم بازی می‌کرد.